# Connacht Senior Club Football Championship
Il Connacht Senior Club Football Championship è un torneo annuale di calcio gaelico che si tiene nel Connacht, provincia irlandese. A parteciparvi sono tutti i club della provincia ad avere vinto il torneo della propria contea. I vincitori del torneo accedono alle semifinali dell'All-Ireland Senior Club Football Championship, dove sfidano le vincitrici delle altre tre province. I campioni in carica sono i St.Brigid's GAA di Kerry.

## Vincitori
|    | Anno                    | Vittorie | Anni delle vittorie                      | Contea    |
| -- | ----------------------- | -------- | ---------------------------------------- | --------- |
| 1  | Clan na nGael           | 7        | 1982, 1984, 1985, 1986, 1987, 1988, 1989 | Roscommon |
| 2  | Corofin                 | 6        | 1991, 1995, 1997, 2008, 2009, 2014       | Galway    |
| 3  | Castlebar Mitchels      | 4        | 1969, 1993, 2013, 2015                   | Mayo      |
|    | St. Brigids             | 4        | 2006, 2010, 2011, 2012                   | Roscommon |
| 5  | Crossmolina Deel Rovers | 3        | 1999, 2000, 2002                         | Mayo      |
|    | St. Mary's              | 3        | 1977, 1980, 1983                         | Sligo     |
|    | Knockmore               | 3        | 1996, 1992, 1973                         | Mayo      |
|    | Ballina Stephenites     | 3        | 1998, 2004, 2007                         | Mayo      |
| 9  | Fr. Griffins            | 2        | 1970, 1972                               | Galway    |
|    | Roscommon Gaels         | 2        | 1974, 1975                               | Roscommon |
|    | Killererin              | 2        | 1976, 1978                               | Galway    |
|    | Salthill/Knocknacarra   | 2        | 1990, 2005                               | Galway    |
| 13 | Garrymore               | 1        | 1981                                     | Mayo      |
|    | Tuam Stars              | 1        | 1994                                     | Galway    |
|    | Caltra                  | 1        | 2003                                     | Galway    |
|    | St Grellan's            | 1        | 1979                                     | Galway    |
|    | Charlestown             | 1        | 2001                                     | Mayo      |
|    | Claremorris             | 1        | 1971                                     | Mayo      |

### Per contea
| # | Contea          | Titoli del Connacht | Ultimo titolo provinciale |
| - | --------------- | ------------------- | ------------------------- |
| 1 | Galway clubs    | 16                  | Corofin, 2014             |
|   | Mayo clubs      | 16                  | Castlebar Mitchels, 2015  |
| 3 | Roscommon clubs | 14                  | St. Brigids, 2012         |
| 4 | Sligo clubs     | 3                   | St. Mary's, 1983          |
| 5 | Leitrim clubs   | 0                   |                           |

## Albo d'oro
| Anno | Vincitore                   | Contea    | Finalista                | Contea    |
| ---- | --------------------------- | --------- | ------------------------ | --------- |
| 2015 | Castlebar Mitchels 2-10     | Mayo      | Corofin 0-11             | Galway    |
| 2014 | Corofin 2-13                | Galway    | Ballintubber 1-7         | Mayo      |
| 2013 | Castlebar Mitchels 3-13     | Mayo      | St. Brigids 2-12         | Roscommon |
| 2012 | St. Brigids 1-12            | Roscommon | Ballaghadereen 0-6       | Mayo      |
| 2011 | St. Brigids 0-11            | Roscommon | Corofin 0-10             | Galway    |
| 2010 | St. Brigids 2-14            | Roscommon | Killererin 1-10          | Galway    |
| 2009 | Corofin 2-14                | Galway    | Charlestown 0-07         | Mayo      |
| 2008 | Corofin 0-11                | Galway    | Eastern Harps 0-06       | Sligo     |
| 2007 | Ballina Stephenites 2-08    | Mayo      | St. Brigids 0-12         | Roscommon |
| 2006 | St. Brigids 1-10            | Roscommon | Corofin 3-03             | Galway    |
| 2005 | Salthill-Knocknacarra 1-10  | Galway    | St. Brigids 0-05         | Roscommon |
| 2004 | Ballina Stephenites 1-13    | Mayo      | Killererin 2-06          | Galway    |
| 2003 | Caltra 1-06                 | Galway    | Curry 0-06               | Sligo     |
| 2002 | Crossmolina 1-11            | Mayo      | Strokestown 0-10         | Roscommon |
| 2001 | Charlestown 2-9             | Mayo      | Annaghdown 2-7           | Galway    |
| 2000 | Crossmolina 1-10            | Mayo      | Corofin 0-5              | Galway    |
| 1999 | Crossmolina 0-9, 1-7        | Mayo      | Roscommon Gaels 0-9, 0-5 | Roscommon |
| 1998 | Ballina Stephenites 1-10    | Mayo      | Roscommon Gaels 0-6      | Roscommon |
| 1997 | Corofin 2-10                | Galway    | Allen Gaels 0-11         | Leitrim   |
| 1996 | Knockmore 1-5               | Mayo      | Clan na nGael 0-6        | Roscommon |
| 1995 | Corofin 2-11                | Galway    | St. Mary's 0-10          | Leitrim   |
| 1994 | Tuam Stars 2-9              | Galway    | Aughawillan 1-8          | Leitrim   |
| 1993 | Castlebar Mitchels 1-9, 1-7 | Mayo      | Clan na nGael 0-12, 0-9  | Roscommon |
| 1992 | Knockmore 4-4               | Mayo      | Aughawillan 0-7          | Leitrim   |
| 1991 | Corofin 2-5                 | Galway    | Clan na nGael 0-9        | Roscommon |
| 1990 | Salthill 0-11               | Galway    | Sean O'Heslin's 0-5      | Leitrim   |
| 1989 | Clan na nGael 3-10          | Roscommon | Knockmore 0-7            | Mayo      |
| 1988 | Clan na nGael 1-8           | Roscommon | Castlebar Mitchels 0-9   | Mayo      |
| 1987 | Clan na nGael 0-9           | Roscommon | Ballina Stephenites 0-8  | Mayo      |
| 1986 | Clan na nGael 2-9           | Roscommon | Sean O'Heslin's 2-4      | Leitrim   |
| 1985 | Clan na nGael 0-10          | Roscommon | Ballina Stephenites 1-5  | Mayo      |
| 1984 | Clan na nGael 1-6, 1-7      | Roscommon | St. Mary's 0-9, 0-9      | Mayo      |
| 1983 | St. Mary's 1-7              | Sligo     | Knockmore 0-5            | Mayo      |
| 1982 | Clan na nGael 2-6           | Roscommon | Tourlestrane 1-3         | Sligo     |
| 1981 | Garrymore 0-9               | Mayo      | St. Mary's 1-5           | Sligo     |
| 1980 | St. Mary's 3-6              | Sligo     | St Grellan's 3-3         | Galway    |
| 1979 | St Grellan's 0-4, 0-9       | Galway    | St. Mary's 0-4, 0-8      | Sligo     |
| 1978 | Killererin 1-11             | Galway    | Castlebar Mitchels 1-4   | Mayo      |
| 1977 | St. Mary's 4-6              | Sligo     | Corofin 1-9              | Galway    |
| 1976 | Killererin 3-8              | Galway    | Garrymore 0-5            | Mayo      |
| 1975 | Roscommon Gaels 0-6         | Roscommon | Fr. Griffin's 0-5        | Galway    |
| 1974 | Roscommon Gaels 0-11, 1-12  | Roscommon | Garrymore 0-11, 0-7      | Mayo      |
| 1973 | Knockmore 4-10              | Mayo      | Ballinamore 0-8          | Leitrim   |
| 1972 | Fr Griffins 1-8             | Galway    | Ballaghadereen 0-6       | Mayo      |
| 1971 | Claremorris 0-10            | Mayo      | Milltown 1-5             | Galway    |
| 1970 | Fr Griffins 2-9             | Galway    | Castlebar Mitchels 1-10  | Mayo      |